# Sanctify
Sanctify – utwór nagrany przez brytyjski zespół Years&Years. Został napisany przez Olly'ego Alexandra oraz jego producenta Kida Harpoona. Jego premiera odbyła się 7 marca 2018 dzięki wytwórni Polydor Records, jako singel z drugiego studyjnego albumu zespołu, Palo Santo.
Zdobył trzecie miejsce na liście Annie Mac's Hottest Record Of The Year 2018. Tekst piosenki opowiada o mężczyźnie zmagającego się ze swoją seksualnością.
Nagranie w Polsce uzyskało status złotej płyty.